# 남사고
남사고(南師古, 1509년 ~ 1571년 12월 19일(음력 12월 3일))는 조선 중기의 학자이다. 본관은 영양(英陽), 자는 경원(景元) 또는 경초(景初) 복초(復初), «대학(大學)»의 ‘격물치지(格物致知)’에서 깨달은 바가 있서 호(號)를 격암(格庵)이라하였다.
역학(易學)·참위(讖緯)·감여(堪輿)·천문(天文)·지리(地理) · 관상(觀相)·복서(卜筮)에 통달했다고 알려져 있다. 중종(中宗) 4년(1509) 울진 수곡리에서 이조 좌랑 (吏曹佐郞: 정6품 전랑) 남희백(南希伯)의 아들로 출생, 어려서는 유학(儒學)에 심취, 중년에는 역학, 천문, 지리 등에 통달하였다.

## 생애
어릴 때부터 독서를 좋아하였고, 확고한 뜻을 세워 학문이나 재물을 쉽게 또는 구차하게 얻는 것을 생각조차 하지 않을 정도로 절제된 자세를 견지하였으며, 평생동안 «소학(小學)» 을 책상 위에 두고 보면서 몸소 실천하였다. 명종 19(1564)에 효렴(孝廉)으로 조정에 천거되어 사직서(社稷署) 참봉(參奉)에 제수됨, 말년에 관상감 교수(종6품)을 역임하였다. 명종 말기에 이미 1575년(선조 8)의 동서분당(東西分黨)을 예언하였고, 임진년(1592)에 백마를 탄 사람이 남쪽으로부터 나라를 침범하리라 하였는데 왜장 가토 기요마사(加藤淸正)가 백마를 타고 쳐들어왔다. 죽은 뒤 1709년(숙종 35)에 울진의 향사(鄕祠)에 배향되었으며, 후세 사람들이 ‘해동강절(海東康節)’이라 불렀다.

## 설화 및 비기
특히 임진왜란의 발생, 동인과 서인의 분당 싸움, 선조(宣祖)의 즉위 등을 예언하여 맞았다고 사후에 더 명성을 얻었다.
여러 설화집에 남사고와 관련된 설화가 전해지는데, 대체로 도술이나 신통력에 대한 것들이다. 남사고의 이름으로 다음과 같은 비기가 전해지기도 한다.
이수광이 《지봉유설》 권2, ｢지리부(地理部)｣에서 “세상에서 일컫기를 삼신산이 우리나라에 소재한다고 하였는데, 금강산이 봉래산이요, 지리산이 방장산이며, 한라산이 영주산이다.”라고 소개한 바 있다. 그렇지만 이수광은 그 설을 긍정하지는 않고 백두산 중심설로대체하고 있다. 곧 “두시(杜詩)에서 방장산이 삼한(三韓) 바깥에 있다고 하였는데 가히 믿을 만하다”고하면서 “본래 삼신산설이 서복에서 시작하였던 것으로서, 서복이 일본으로 들어가 죽어서 신이 되었은즉, 삼신산은 응당 동해의 동쪽에 있어야 한다”고 보았다. 그 대신에 “우리나라의 산은 모두 백두산에서 발원하여 금강산, 오대산, 태백산, 지리산이 되었다”는 “남사고(南師古)의 백두산맥설”을 내세웠다.
하루는 남사고가 달빛을 받으며 산길을 걷는데 아홉 마리의 용이 여의주를 놓고 다투는 구룡쟁주(九龍爭珠)의 명당(明堂) 형국이 눈에 들어왔다. 천하의 명당을 그냥 지나칠 수 없어 부친의 묘소를 그 자리에 이장하기로 맘먹고 밤새 옮겨와 이장을 마치고 나니 날이 훤히 밝아왔다. 명당자리를 볼 때마다 계속 이장 해왔었는데 이번이 열 번째였다. 이른바 '구천십장(九遷十葬)'이었다. 이장을 마치고 산을 내려오면서 뒤돌아보니 안개가 걷히고 새로 쓴 묘 자리가 드러나는데 자세히 보니 '구룡쟁주(九龍爭珠)'의 형국이 아니라 '구사쟁와(九蛇爭蛙)'의 형국이었다. 즉 아홉 마리 뱀이 개구리를 놓고 다투는 형국이라 명당이라 할 수 없는 자리였다. 자기의 눈을 의심하면서 뭔가 잘못되었다고 생각하고 다시 세밀히 관찰해 보니 '구사쟁와(九蛇爭蛙)'의 형국도 아닌 '구사괘수(九蛇掛樹)'의 형국이었다. 즉 아홉 마리 뱀이 나무에 걸려 죽은 불길하기 짝이 없는 형국이었다. 그래서 말을 돌리려는 순간 타고 온 말이 발을 헛디디는 바람에 낙상하여 죽고 말았다. 그래서 남사고는 구천십장을 하고도 상복도 벗지 못한 채 죽었다하여 "구천십장 남사고가 복중절사(服中絶死)하였다"는 말이 생겼다.비추어 이런 설화 가 생겨 났을 수도 있을 것이다. «지봉유설(芝峰類說)»《대동기문(大東奇聞)》· 《해동이적(海東異蹟)》· «해동전도록(海東傳道錄)»』 등에 실려 있다.
남사고의 저서로 알려진 것은 도참서인『남사고비결(南師古秘訣)』과『남격암십승지론(南格庵十勝地論)』이『정감록(鄭鑑錄)』에 전한다.
『남사고비결(南師古秘訣)』은 서울대학교 규장각도서관에 소장되어 있으며,『남격암십승지론(南格庵十勝地論)』에서는 정감록사상의 특징인 십승지지(十勝之地), 이른바 재난의 피신처인 열 곳의 보길지(保吉地)를 구체적으로 기술하였다.
편저에 ≪선택기요 選擇紀要≫가 있고, 또『임광기(林廣記)』와 우주(宇宙)를 그려 벽에 걸어두고 항상 연구해 왔다는『완역도(玩易圖)』『상동유초(床東遺草)』·『이기도설(理氣圖說)』가 있었다고 하나 전하여지지 않는다.
《남사고비결》·《남경암산수십승보길지지》
《정감록》을 통하여 알려졌으며, 18세기 초반 이후로 언급되기 시작하였다.
『마상록(馬上錄)』:
예언서이며, 부산산광역시 사하구 감천동에 태극도(太極道) 신자가 신묘(辛卯)(1951) 정월(正月) 초6일에 17쪽을 지은 것이다. 그뒤에 대순진리회(大巡眞理會本)에 신도가 포교용으로 22쪽, 己酉(서기1968년)에 지은 것이다.
```
『紅袖志』:
```

예언서이며, 그뒤에 대순진리회(大巡眞理會本)에 신도가 포교용으로 己酉(서기1968년)에 지은 것이다.
- 《격암유록》

예언서이며, 1977년 2월 21일에 공개되었으나 대한민국의 역사학계에서는 검토할 가치가 없는 위서라는 견해가 지배적이다.

## 저서
- 《격암일고(格庵逸稿)》

시문집이며, 1964년 간행되었다.
- 《십승기 (十勝基)》

## 관련 작품

### 드라마
- 《화정》(2015년, MBC, 배우:전무송)